# صلح جهانی

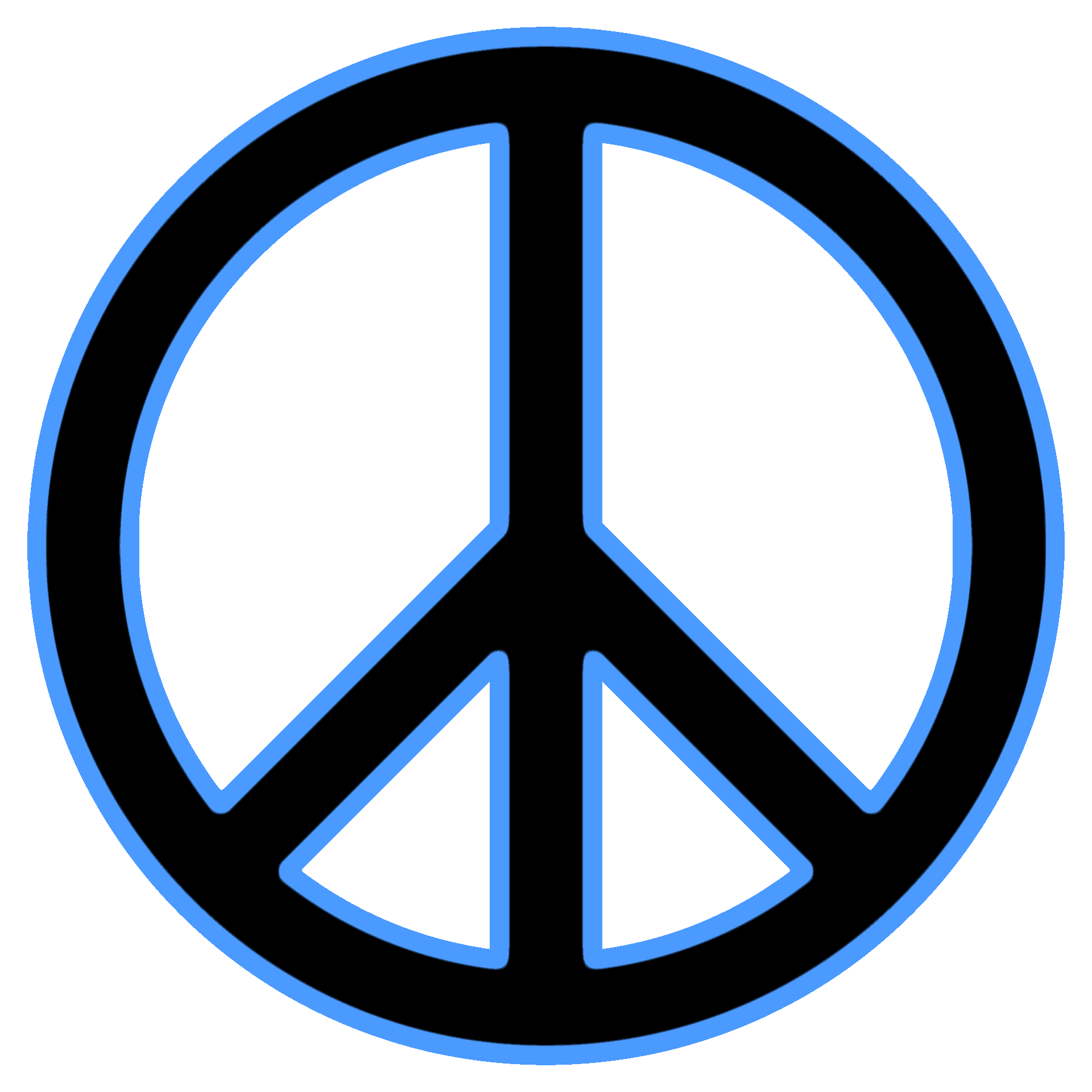
نشان صلح جهانی

صلح جهانی (به انگلیسی: World Peace) مفهومی آرمانی و ایده‌آل از برقراری آزادی و صلح و خوشحالی در گسترهٔ تمامی کشورهای جهان یا در میان همهٔ موجودات است. صلح جهانی ایده‌ای جهانی برای پرهیز از خشونت است که ملل جهان با میل خویش برای رسیدن به آن همکاری می‌کنند؛ چه داوطلبانه و چه به وسیلهٔ یک نظام حکومتی که از جنگاوری بازداری می‌کند. این اصطلاح گاهی به ازبین‌رفتن همهٔ خصومت‌ها و عداوت‌ها بین همهٔ افراد گفته می‌شود. برای مثال صلح جهانی می‌تواند پایانی بر همهٔ جنگ‌ها یا کشمکش‌ها بین برادر با برادر و خواهر با خواهر در نظر گرفته شود.
فرهنگ‌ها، مذاهب، فلسفه‌ها و سازمان‌های مختلف در مورد چگونگی به وجود آمدن صلح جهانی دیدگاه‌های متفاوتی با یکدیگر دارند. سازمانهای مذهبی و سکولاری مختلفی دستیابی به صلح جهانی را از طریق پرداختن به حقوق بشر، فناوری، آموزش، مهندسی، پزشکی یا دیپلماسی مورد استفاده برای پایان‌دادن به همهٔ اشکال جنگ را هدف خود قرار داده‌اند. از سال ۱۹۴۵، سازمان ملل متحد و پنج عضو دائم شورای امنیت آن (چین، فرانسه، روسیه، انگلیس و ایالات متحده) با هدف حل و فصل بدون جنگ یا اعلامیه‌های جنگی مناقشات فعالیت کرده‌اند. با این وجود، ملت‌ها از آن زمان تاکنون وارد درگیری‌های نظامی زیادی شده‌اند.

## نظریه‌های صلح جهانی
مقاله اصلی: مطالعات صلح و درگیری
نظریه‌های بسیاری برای چگونگی دستیابی به صلح جهانی پیشنهاد شده‌است. چند مورد از آنها در این مقاله بیان شده‌است.

### صلح از طریق قدرت
این اصطلاح به زمان امپراتور روم هادریانوس (پادشاهی ۱۱۷–۱۳۸ م) نسبت داده می‌شود اما این مفهوم قدمتی به طول تاریخ دارد. در سال ۱۹۴۳، در اوج جنگ جهانی دوم، بنیانگذار اتحادیه پان‌اروپائیان، ریچارد فون کودنهو کالرگی، استدلال کرد که پس از جنگ، ایالات متحده موظف است کنترل آسمان کشورها را به دست گیرد تا از صلح پایدار جهانی اطمینان حاصل کند. او گفت: اما آغاز چنین قرن شکوهمندی از صلح، از ما می‌خواهد برداشت‌های قدیمی از صلح را کنار بگذاریم. فرشته جدید صلح دیگر نباید به عنوان یک بانوی جذاب اما درمانده با شاخه زیتونی در دست تصور شود. بلکه باید مانند الهه عدالت با ترازویی در سمت چپ و شمشیری در سمت راست خود تصویر شود. یا باید مانند میکائیل، با شمشیری آتشین و بال‌هایی فولادین تصویر شود که برای بازیابی و محافظت از صلح بهشت با شیطان می‌جنگند.

### مارکسیسم: صلح جهانی از طریق انقلاب جهانی
براساس نظریه ماتریالیست دیالکتیک کارل مارکس، بشریت تحت سرمایه‌داری فقط به دو طبقه تقسیم می‌شود: پرولتاریا - که ابزار تولید را ندارند و بورژوازی - که وسایل تولید را در اختیار دارند. هنگامی که انقلاب کمونیستی روی داد و متعاقباً مالکیت خصوصی ابزار تولید را از بین برد، دیگر انسان‌ها به این دو دسته تقسیم نمی‌شوند و تنش ایجاد شده بین این دو طبقه متوقف می‌شود. در طی دوره‌ای به نام سوسیالیسم، دولت پرولتاریا آخرین جبهه‌های سرمایه‌داری را از بین می‌برد و به انقلاب در جهان کمک می‌کند. هنگامی که مالکیت خصوصی در سراسر جهان از بین برود، دیگر به دولت نیازی نخواهد بود که به عنوان یک عامل انحصاری خشونت عمل کند و به همین دلیل دولت از بین می‌رود. سازمان‌های کارگری جای خود را بازمی‌یابند و تولید امور را مدیریت می‌کنند، اما هیچ سازمانی قدرت نظامی، نیروی انتظامی و زندان نخواهد داشت.
اصل بنیادین نظریه مارکس این است که شرایط مادی شرایط معنوی را محدود می‌کند. اگر شرایط مادی اجازه دهد، مردم در سراسر جهان خشونتی نخواهند داشت بلکه با احترام به یکدیگر خواهند زیست و صلح آمیز و نوع‌دوست خواهند بود. در شرایطی که کمونیسم حاکم باشد آنها دیگر نیازی به تلاش برای بقا نخواهند داشت و در عوض برای رشد معنویات خویش تلاش خواهند کرد. لئون تروتسکی استدلال می‌کند که یک انقلاب جهانی پرولتاریا به صلح جهانی منجر خواهد شد.

### نظریه صلح دموکراتیک
طرفداران نظریه صلح دموکراتیک ادعا می‌کنند که شواهد تجربی قوی‌ای وجود دارد که دموکراسی‌ها هرگز بر علیه یکدیگر به جنگ برنمی‌خیزند یا اگر هم چنین چیزی رخ دهد بسیار نادر خواهد بود. با این حال، از لحاظ تاریخی چندین جنگ بین دموکراسی‌ها رخ داده‌است.

### نظریه صلح سرمایه‌داری
این رند در مقاله خود با عنوان «ریشه‌های جنگ» اظهار داشت که جنگهای اصلی تاریخ توسط حکومت‌هایی که در آن زمان، اقتصادهای تحت کنترل داشته‌اند، بر علیه حکومت‌هایی که اقتصاد آزادتر داشته‌اند، آغاز شده‌است و سرمایه‌داری طولانی‌ترین دوره صلح تاریخ را برای بشر به ارمغان آورده‌است. دوره ای که درآن هیچ جنگی وجود نداشته که تمام جهان متمدن را درگیر خودش کند. از پایان جنگهای ناپلئونی در سال ۱۸۱۵ تا شروع جنگ جهانی اول در سال ۱۹۱۴، به استثناء جنگ فرانکو-پروس (۱۸۷۰)، جنگ اسپانیا و آمریکا (۱۸۹۸) و جنگ داخلی آمریکا (۱۸۶۵–۱۸۶۱)، که به ویژه در ابتدای انقلاب صنعتی شاید در لیبرال‌ترین اقتصاد جهان رخ داد.

### تخریب اطمینان متقابل
نابودی تضمین شده متقابل آموزه‌ای از استراتژی نظامی است که در آن استفاده کامل از سلاح‌های هسته‌ای توسط دو طرف مخالف، به‌طور مؤثر به نابودی هر دو جنگجو منجر می‌شود. طرفداران سیاست تخریب اطمینان متقابل در طول جنگ سرد، این عمل را منجر به افزایش مرگ و میر جنگ دانستند، افزایش مرگ و میر تا جایی که دیگر امکان سود خالص برای هر دو طرف را فراهم نکند و بدین ترتیب جنگ‌ها را بی‌معنی کند.

### منشور سازمان ملل و قوانین بین‌المللی
پس از جنگ جهانی دوم، سازمان ملل متحد بر پایه منشور ملل متحد تأسیس شد تا نسل‌های متوالی را از شر جنگ نجات دهد. جنگی که دو بار در طول زندگی ما غم و اندوهی ناگفتنی را برای بشر به ارمغان آورده‌است. منشور ملل متحد مقدمه و فصولی دارد که در مقدمه آن مطالبی آمده‌است که هدفش پذیرش حقوق اساسی بشر، احترام به تعهدات بین‌المللی و همچنین متحد کردن قدرت کشورهای مستقل به منظور حفظ صلح و امنیت بین‌المللی است.
کلیه معاهداتی که بر اساس قوانین بین‌المللی حقوق بشر انجام می‌شود به اصول اعلام شده در منشور ملل متحد استناد می‌کند یا آن‌ها را در نظر می‌گیرد. اصولی که بیان می‌کند احترام به کرامت ذاتی و حقوق برابر و غیرقابل تفکیک همه اعضای خانواده انسانی، مبنای آزادی، عدالت و «صلح در جهان» است.

### صلح خودسازمان‌یافته
در این نظریه صلح جهانی را نتیجه‌ای از رفتارهای محلی و خودمختار می‌دانند که مانع نهادینه شدن قدرت و به دنبال آن خشونت می‌شوند. این راه حل چندان مبتنی بر یک برنامه توافق شده یا سرمایه‌گذاری توسط قدرتی بالاتر اعم از قدرتی الهی یا سیاسی نیست بلکه یک شبکه خودسازمان‌یافته از سازوکارهای حمایتی متقابل است که منجر به یک ساختار پایدار سیاسی-اقتصادی می‌شود. در این نظریه تکنیک اصلی برای القاء همگرایی، آزمایش فکری است، یعنی روش از پیش طراحی کردن که هر کسی را قادر می‌سازد بدون توجه به پیشینه فرهنگی، آموزه‌های دینی، وابستگی سیاسی یا جمعیتی سن، در آن شرکت کند. اکنون سازوکارهای مشابهی از طریق اینترنت درمورد پروژه‌های منبع باز، از جمله ویکی‌پدیا، و تکامل سایر رسانه‌های اجتماعی بر این اساس و روش دارد انجام می‌شود.

### دانش سیاسیِ اجتناب از کشتار
اصطلاح اجتناب از کشتار، که در کتاب «دانش سیاسی اجتناب از کشتار» توسط گلن دی پیاژه به شهرت رسید بر نظریه عدم خشونت استوار است و مفاهیم صلح (عدم جنگ و شرایطی را که منجر به جنگ می‌شود) عدم خشونت (روانی، جسمی و ساختاری) و آهیمسا یا بی‌آزاری (عدم آزار در اندیشه، کلام و کردار) را در بر می‌گیرد. اجتناب از کشتار یک رویکرد مشخص را ارائه می‌دهد که با امکان اندازه‌گیری اهداف آن و ویژگی درک غیرنهایی از آن مشخص می‌شود. این مفهوم را می‌توان به شکل کمیتی بیان کرد و آن را با علل خاصی مرتبط دانست، به عنوان مثال می‌توان آن را با پیروی از دیدگاه بهداشت عمومی مرتبط دانست. (پیروی از دیدگاه بهداشت عمومی در این راستا به معنی پیشگیری، مداخله و… تا ریشه کنی قتل ست)